# Gobio huanghensis
Gobio huanghensis és una espècie de peix d'aigua dolça de la família dels ciprínids i de l'ordre dels cipriniformes que es troba a la Xina. És endèmic del curs superior i mitjan del Riu Groc a la Xina.